# Szaránd
Szaránd (Sărand), település Romániában, a Partiumban, Bihar megyében.

## Fekvése
A Király-erdő nyúlványai alatt, Nagyváradtól délkeletre, Félixfürdőtől keletre, Tasádfő és Mezőszakadát közt fekvő település.

## Története
Szaránd Árpád-kori település. Nevét már 1236-ban említette oklevél v. Zaram néven, Jenő határjárásában.
1249-ben t. Zaram 1332–1337 között Zaland, Zarad, Zarand, 1808-ban Zaránd, 1888-ban Száránd , 1913-ban Szaránd néven írták.
1249 előtt királyi birtok, 1249-ben IV. Béla király Geregye nemzetséghez tartozó Pál országbírónak adta.
1332-1337 közt a pápai tizedjegyzékben is szerepelt, ekkor a kalotai főesperességhez tartozott.
Az 1482 évi összeírásokban Zarand néven, a Macskásyak birtokaként említették.
1591-ben helmeczi Bábonyi Márton birtokaként említették, az 1800-as évek első felében pedig báró Radivojevich István tábornok és Thuolt József volt a birtokosa.
1851-ben Fényes Elek írta a településről:
Szaránd, Bihar vármegyében, dombon, 410 óhitő lakossal, fa imaházzal, derék udvarházakkal. ... Birják báró Radivojevich István és Thuolt József.
Az 1900-as évek elején Telegdi József birtoka volt.
1910-ben 757 lakosából 9 magyar, 721 román volt. Ebből 749 görögkeleti ortodox volt.
A trianoni békeszerződés előtt Bihar vármegye Központi járásához tartozott.

## Nevezetességek
Görögkeleti temploma a 18. század közepén épült.

## Jegyzetek

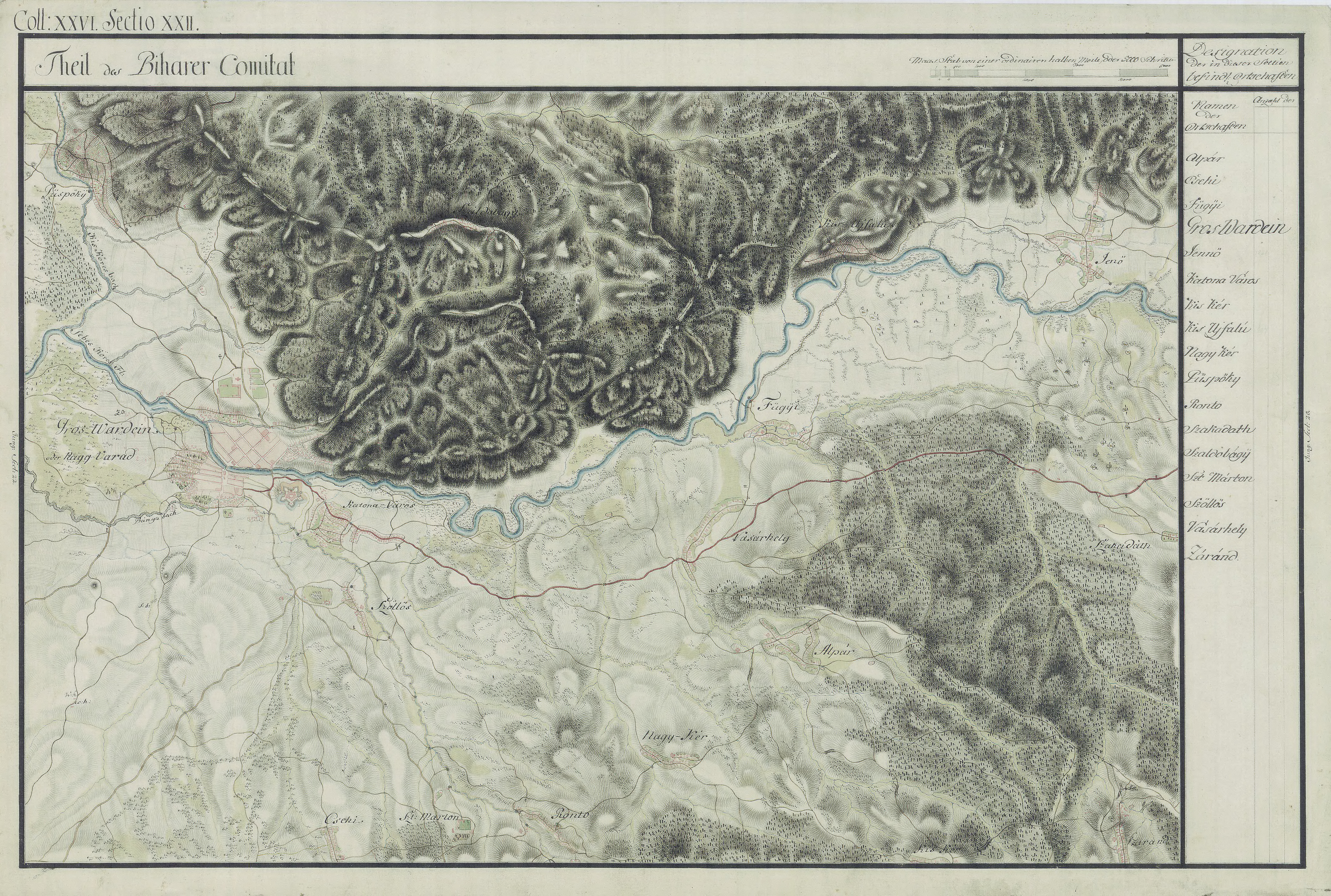
Szaránd egy régi térképen